# Araneus arizonensis
Araneus arizonensis är en spindelart som först beskrevs av Banks 1900.  Araneus arizonensis ingår i släktet Araneus och familjen hjulspindlar. Inga underarter finns listade i Catalogue of Life.